# Bokaši (grafika)
Bokaši (japonsko: ぼかし) je tehnika, ki se uporablja v japonski leseni grafiki. Doseže variacijo svetlosti in temnosti (vrednosti) ene ali več barv z ročnim nanosom gradacije črnila na navlaženo leseno tiskarsko ploščo, namesto da ploščo enakomerno nanese s črnilom. To ročno nanašanje je bilo treba ponoviti za vsak list papirja, ki je bil natisnjen.
Najbolj znani primeri bokašija so v delih ukijo-e iz 19. stoletja Hokusaija in Hirošigeja, v katerih bledenje prusko modrih barvil na nebu in vodi ustvari iluzijo globine. V kasnejših Hirošigejevih delih, na primer v seriji Sto znamenitih vedut Eda, je večina odtisov prvotno predstavljala bokaši, kot so sončni vzhodi rdeče do rumene do modre barve.

## Tehnike
Gradacije lahko ustvarijo na samih ploščah s tehniko itobokaši ali pa jih ročno pobrišejo s fukibokaši. Lahko jih naredijo tudi prostoročno neposredno na odtis, brez uporabe tiskarskega bloka.

### Fukibokaši
Fukibokaši zahteva gradacije črnila, ki se nanesejo na tiskalni blok. To ni natančna tehnika; njeni rezultati so nedosledni od tiska do tiska.
Tehnika ičimondži bokaši (一文字ぼかし, "bokaši v ravni črti") je tista, ki je povezana z deli Hokusaija in Hirošigeja in predstavlja obzorje, morje ali nebo. Črnilo se nanese na en konec čopiča (kata-bake), ki se nariše čez želeni del tiskarskega bloka; to področje najprej zmočijo s krpo zōkin, tako da se črnilo nekoliko razlije po mokrem območju. To ustvari gradacijo po širini čopiča  Gradacija ravne črte z neenakomernim robom je znana kot ičimodži-mura-bokaši.
Pri futa-iro bokaši (二色ぼかし) sta dve barvi obdelani druga proti drugi, kar dosežejo z nanosom dveh črnil na nasprotna robova čopiča. Pri hakake bokaši se natisne gladka barva, nato pa se isti tiskovni blok opere in ponovno ščetka z učinkom bokaši, da se pretisne čez prvi; ta tehnika je vidna na temnem vrhu gore Fudži v Hokusaijevem Fin veter, jasno jutro.
O-bokaši (široka gradacija). Težka veščina. Da bi dosegli gradacijo velike površine, se standardna tehnika ičimondži večkrat ponovi z uporabo različnih čopičev, pri čemer se vsakič zoži prostor, ki ga je treba senčiti.
Ate-naši-bokaši (gradacija brez definicije) se uporablja za mehke modulacije barve, kot so rožnata lica.

### Itabokaši
Itabokaši ali "senčenje blokov" je tehnika, ki se uporablja za ustvarjanje nagubanih robov na barvnih področjih. Izdela se tako, da se najprej izreže območje, ki je nekoliko večje od potrebnega za barvo, nato pa se robovi tega območja pobrusijo, da postane prehod iz te barve manj oster. To se običajno uporablja pri oblakih in senčenju.

### Prostoročne tehnike
Nekatere tehnike se izvajajo prostoročno, brez uporabe tiskarskega bloka, rezultati pa se lahko od tiska do tiska precej razlikujejo. Kumadori bokaši se uporablja za natančnejše detajle, kot je okoli oči in od umetnika zahteva, da riše s čopičem, napolnjenim s črnilom, na mokro površino; kot pri ičimondži bokaši, krvavitev črnila v vodo ustvarja gradacije. Atenaši bokaši je podoben, saj zahteva navlažitev površin, ki jih je treba nanesti s črnilom in se uporablja za podrobnosti, kot so oblaki. 

### Navedena dela
- Yoshida, Toshi; Yuki, Rei (1966). Japanese Print-making. Tuttle, Tokyo.
- Salter, Rebecca (2001). Japanese Woodblock Printing. University of Hawaii Press. ISBN 978-0-8248-2553-9.